# Вільянуева-де-Кордова
Вільянуева-де-Кордова (ісп. Villanueva de Córdoba) — муніципалітет в Іспанії, у складі автономної спільноти Андалусія, у провінції Кордова. Населення — 9599 осіб (2010).
Муніципалітет розташований на відстані близько 250 км на південь від Мадрида, 50 км на північ від Кордови.

## Демографія
Динаміка населення (INE ):

## Галерея зображень

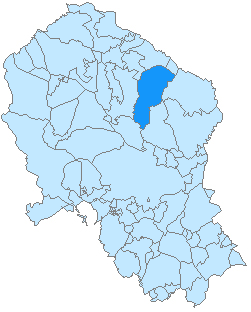
Розташування муніципалітету у провінції Кордова
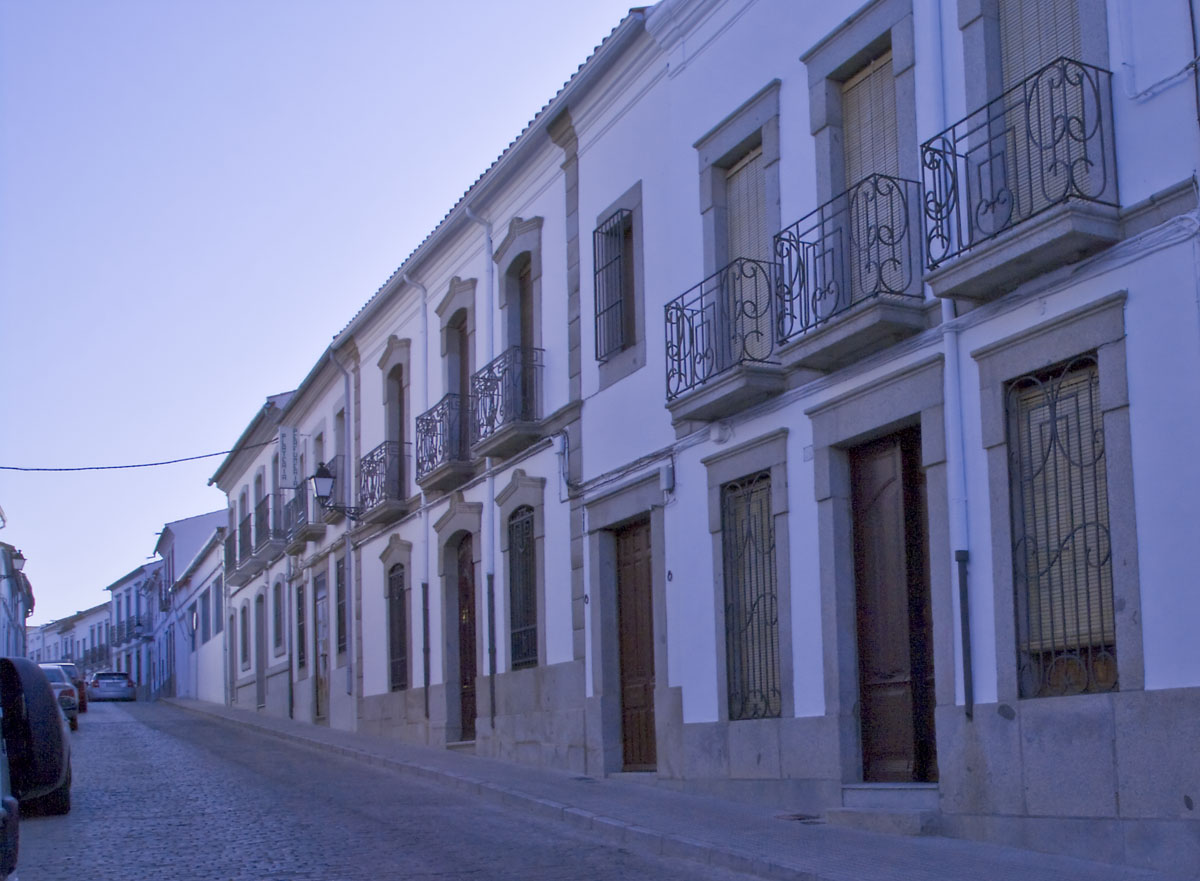
Вулиця Вільянуеви
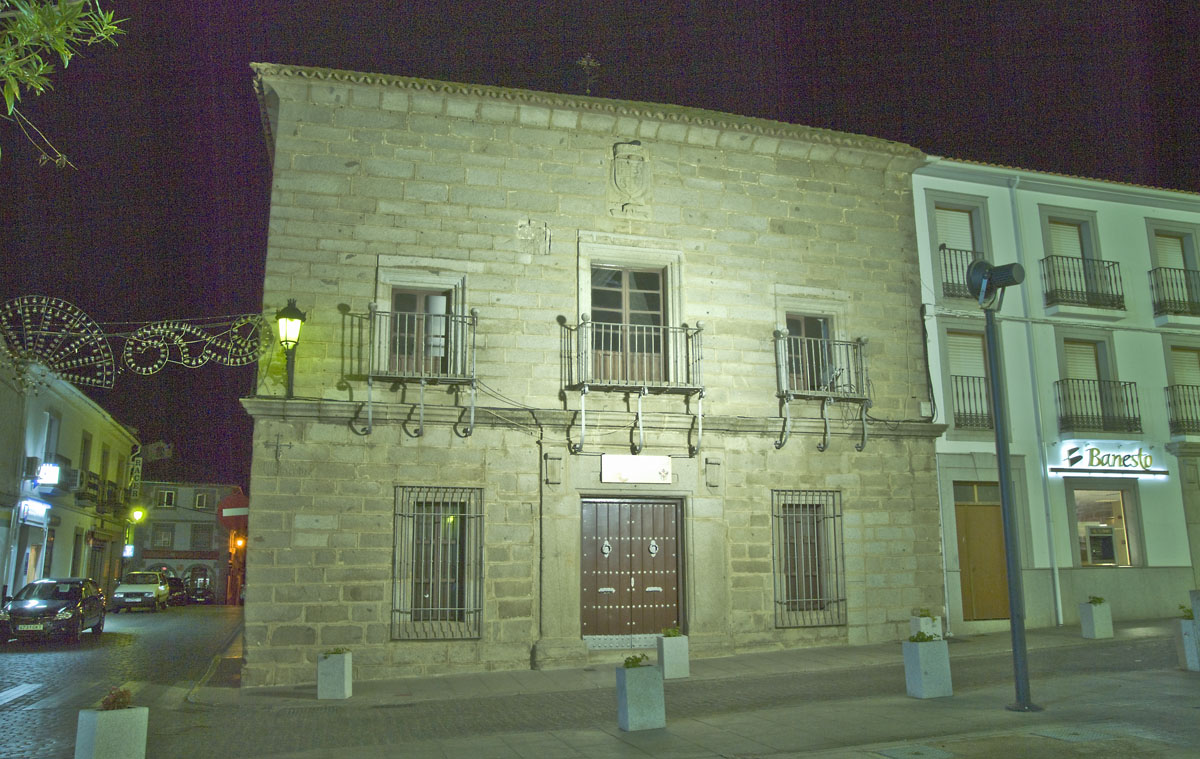
Музей Вільянуеви
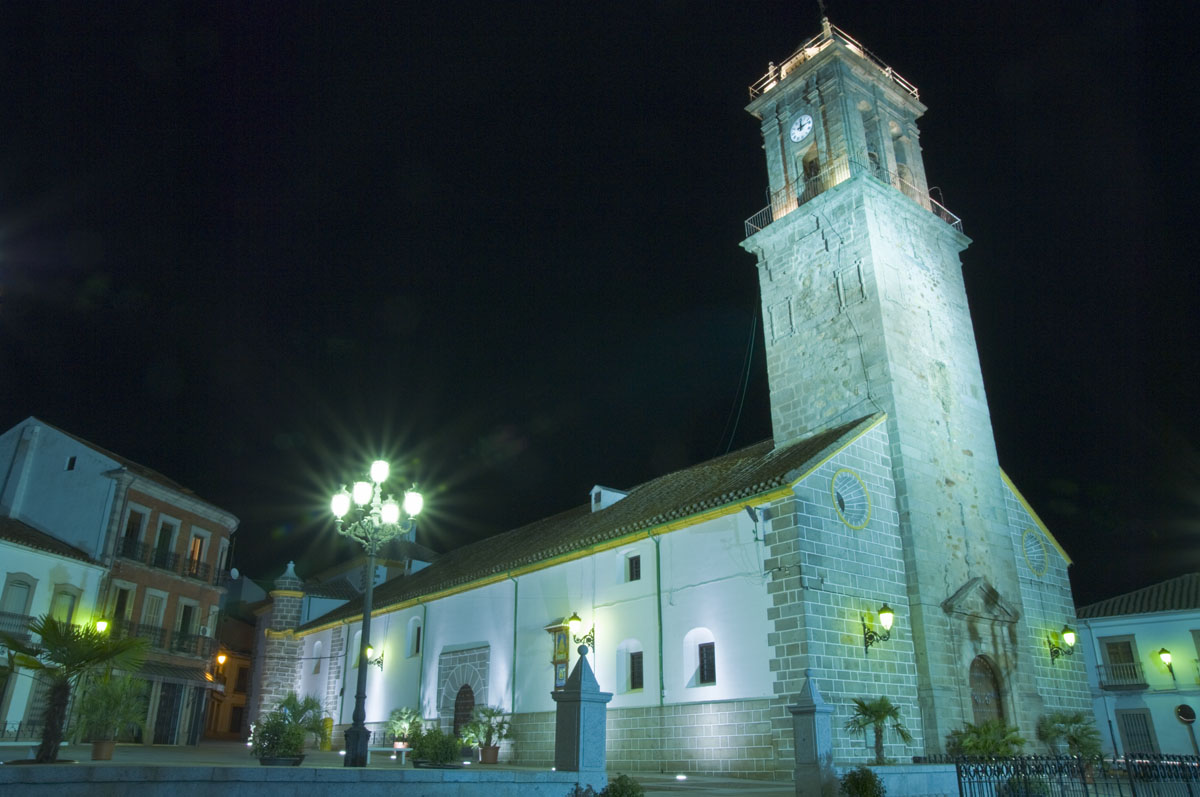
Церква Сан-Мігель, Вільянуева